# Gouvernement El Otmani I
Ne doit pas être confondu avec Gouvernement El Otmani II.
Royaume du Maroc
Benkiran II El Otmani II
Le gouvernement El Otmani I est le 31e gouvernement du royaume du Maroc depuis 1956, entre le 5 avril 2017 et le 9 octobre 2019. Dirigé par le nouveau chef du gouvernement Saad Dine El Otmani, il succède au gouvernement Benkiran II et cède le pouvoir au gouvernement El Otmani II.

## Historique du mandat
Le 17 mars 2017, Saad Dine El Otmani est nommé chef du gouvernement marocain par le roi Mohammed VI pour remplacer Abdel-Ilah Benkiran après cinq mois de blocage pour former un nouvel exécutif.
Le 25 mars 2017, un accord sur une coalition comprenant le PJD, le RNI, le PPS, le MP et l'UC-USFP est trouvé.
Le 5 avril 2017, le gouvernement prend ses fonctions.

### Limogeage du 24 octobre 2017
D'après un communiqué du cabinet royal, publié par l'agence Maghreb Arabe Presse, le roi Mohammed VI a décidé, à la suite d'un rapport de la Cour des comptes, de mettre fin aux fonctions à quatre membres du gouvernement: Mohamed Hassad, ministre de l’Éducation nationale, de la Formation professionnelle, de l’Enseignement supérieur et de la Recherche scientifique, en sa qualité de ministre de l’Intérieur dans le gouvernement précédent; Mohamed Nabil Benabdallah, ministre d’Aménagement du territoire national, de l’Urbanisme, de l’Habitat et de la Politique de la ville, en sa qualité de ministre de l’Habitat et de la Politique de la ville dans le gouvernement précédent; Houcine El Ouardi, ministre de la Santé, en sa qualité de ministre de la Santé dans le gouvernement précédent; et Larbi Bencheikh, Secrétaire d’Etat auprès du ministre de l’Éducation nationale, de la formation professionnelle, de l’enseignement supérieur et de la recherche scientifique, chargé de la formation professionnelle, en sa qualité d’ancien directeur général de l’Office de la formation professionnelle et de la promotion du travail.

### Remaniement du 22 janvier 2018
Le 22 janvier 2018, le roi Mohammed VI a nommé cinq nouveaux membres du gouvernement, dont trois ministres, un ministre délégué, et un secrétaire d’État, il s'agit d'Abdelahad Fassi Fihri, ministre de l'Aménagement du territoire national, de l'Urbanisme, de l'Habitat et de la Politique de la Ville; Saaïd Amzazi, ministre de l’Éducation nationale, de la Formation professionnelle, de l’Enseignement supérieur et de la Recherche scientifique; Anas Doukkali, ministre de la Santé; Mohcine Jazouli, ministre délégué auprès du ministre des Affaires étrangères et de la Coopération internationale, chargé de la Coopération africaine; et Mohamed El Gharass, secrétaire d’Etat auprès du ministre de l’Éducation nationale, de la Formation professionnelle, de l’Enseignement supérieur et de la Recherche scientifique, chargé de la formation professionnelle.

### Limogeage du1eraoût 2018
Deux jours après son discours de la Fête du Trône, le roi Mohammed VI a décidé le 1er août 2018 de mettre fin aux fonctions du ministre de l'Économie et des Finances Mohamed Boussaïd.

### Ajustement du 20 août 2018
Le 20 août 2018 le roi Mohammed VI a procédé à la nomination du président-directeur général du Groupe Banque populaire Mohamed Benchaâboun en tant que ministre l'Économie et des Finances en remplacement de Mohamed Boussaïd, ainsi que la suppression du secrétariat d'État chargé de l’Eau dirigé par Charafat Afilal.

## Composition

### Chef du gouvernement
| Image | Fonction             | Nom | Nom                 | Parti |
| ----- | -------------------- | --- | ------------------- | ----- |
|       | Chef du gouvernement |     | Saad Dine El Otmani | PJD   |

### Ministres
| Image | Fonction | Nom | Nom                   | Parti |
| ----- | --- | --- | --------------------- | ----- |
|       | Ministre d’État chargé des Droits de l’Homme                                                                                    |     | El Mostafa Ramid      | PJD   |
|       | Ministre de l’Intérieur |     | Abdelouafi Laftit     | Ind.  |
|       | Ministre des Affaires étrangères et de la Coopération internationale                                                            |     | Nasser Bourita        | Ind.  |
|       | Ministre de la Justice |     | Mohamed Aujar         | RNI   |
|       | Ministre des Habous et des Affaires islamiques                                                                                  |     | Ahmed Toufiq          | Ind.  |
|       | Secrétaire général du gouvernement                                                                                              |     | Mohamed El Hajjoui    | Ind.  |
|       | Ministre de l’Economie et des Finances                                                                                          |     | Mohamed Benchaâboun   | RNI   |
|       | Ministre de l’Agriculture, de la pêche maritime, du développement rural et des eaux et forêts                                   |     | Aziz Akhannouch       | RNI   |
|       | Ministre de l’Aménagement du territoire national, de l’Urbanisme, de l’Habitat et de la Politique de la ville                   |     | Abdelahad Fassi Fihri | PPS   |
|       | Ministre de l’Education nationale, de la Formation professionnelle, de l’Enseignement supérieur et de la Recherche scientifique |     | Saaïd Amzazi          | MP    |
|       | Ministre de l’Industrie, de l’Investissement, du Commerce et de l’Economie numérique                                            |     | Moulay Hafid Elalamy  | RNI   |
|       | Ministre de l’Equipement, du Transport, de la Logistique et de l’Eau                                                            |     | Abdelkader Amara      | PJD   |
|       | Ministre de la Santé |     | Anas Doukkali         | PPS   |
|       | Ministre de l’Énergie, des Mines et du Développement durable                                                                    |     | Aziz Rabbah           | PJD   |
|       | Ministre du Tourisme, du Transport aérien, de l’Artisanat et de l’Economie sociale                                              |     | Mohammed Sajid        | UC    |
|       | Ministre de la Jeunesse et des Sports                                                                                           |     | Rachid Talbi Alami    | RNI   |
|       | Ministre de la Culture et de la Communication                                                                                   |     | Mohamed Laâraj        | MP    |
|       | Ministre de la Famille, de la Solidarité, de l’Egalité et du Développement social                                               |     | Bassima Hakkaoui      | PJD   |
|       | Ministre de l’Emploi et de l’Insertion professionnelle                                                                          |     | Mohamed Yatim         | PJD   |

### Ministres délégués
| Image | Fonction                                                                                            | Ministre de rattachement                                             | Nom | Nom                    | Parti       |
| ----- | --------------------------------------------------------------------------------------------------- | -------------------------------------------------------------------- | --- | ---------------------- | ----------- |
|       | Ministre délégué à l’Administration de la Défense nationale                                         | Chef du gouvernement                                                 |     | Abdellatif Loudiyi     | Indépendant |
|       | Ministre délégué aux Affaires générales et à la Gouvernance                                         | Chef du gouvernement                                                 |     | Lahcen Daoudi          | PJD         |
|       | Ministre délégué aux Relations avec le Parlement et la Société civile, Porte-parole du gouvernement | Chef du gouvernement                                                 |     | Mustapha El Khalfi     | PJD         |
|       | Ministre délégué à la réforme de l’Administration et de la Fonction publique                        | Chef du gouvernement                                                 |     | Mohamed Ben Abdelkader | USFP        |
|       | Ministre délégué aux Marocains résidant à l’étranger et aux Affaires de la migration                | Ministre des Affaires étrangères et de la Coopération internationale |     | Abdelkrim Benatiq      | USFP        |
|       | Ministre délégué à la Coopération africaine                                                         | Ministre des Affaires étrangères et de la Coopération internationale |     | Mohcine Jazouli        | Ind.        |
|       | Ministre délégué                                                                                    | Ministre de l’Intérieur                                              |     | Noureddine Boutayeb    | Indépendant |

### Secrétaires d'État
| Image | Fonction                                                                             | Ministre de rattachement | Nom | Nom                  | Parti       |
| ----- | ------------------------------------------------------------------------------------ | --- | --- | -------------------- | ----------- |
|       | Secrétaire d'État chargé du Développement Rural et des Eaux et Forêts                | Ministre de l’Agriculture, de la Pêche maritime, du Développement rural et des Eaux et Forêts                                   |     | Hammou Ouhelli       | MP          |
|       | Secrétaire d'État chargé du Transport                                                | Ministre de l’Équipement, du Transport, de la Logistique et de l’Eau                                                            |     | Mohamed Najib Boulif | PJD         |
|       | Secrétaire d'État chargée de la Pêche maritime                                       | Ministre de l’Agriculture, de la Pêche maritime, du Développement rural et des Eaux et forêts                                   |     | Mbarka Bouaida       | RNI         |
|       | Secrétaire d'État chargée de l’Artisanat et de l’Économie sociale                    | Ministre du Tourisme, du Transport aérien, de l’Artisanat, de l’Économie sociale                                                |     | Jamila El Moussali   | PJD         |
|       | Secrétaire d'État                                                                    | Ministre des Affaires étrangères et de la Coopération internationale                                                            |     | Mounia Boucetta      | Indépendant |
|       | Secrétaire d'État chargée de l’Habitat                                               | Ministre de l’Aménagement du territoire national, de l’Urbanisme, de l’Habitat et de la Politique de la ville                   |     | Fatna Lkhiyel        | MP          |
|       | Secrétaire d'État chargé de l’Enseignement supérieur et de la Recherche scientifique | Ministre de l’Éducation nationale, de la Formation professionnelle, de l’Enseignement supérieur et de la Recherche scientifique |     | Khalid Samadi        | PJD         |
|       | Secrétaire d'État chargé de la Formation professionnelle                             | Ministre de l’Éducation nationale, de la Formation professionnelle, de l’Enseignement supérieur et de la Recherche scientifique |     | Mohamed El Gharass   | MP          |
|       | Secrétaire d'État chargée du Commerce extérieur                                      | Ministre de l’Industrie, de l’Investissement, du Commerce et de l’Économie numérique                                            |     | Rkia Derham          | USFP        |
|       | Secrétaire d'État chargée du Tourisme                                                | Ministre du Tourisme, du Transport aérien, de l’Artisanat et de l’Économie sociale                                              |     | Lamia Boutaleb       | RNI         |
|       | Secrétaire d'État chargé de l’Investissement                                         | Mministre de l’Industrie, de l’Investissement, du Commerce et de l’Économie numérique                                           |     | Othman El Ferdaous   | UC          |
|       | Secrétaire d'État chargée du Développement durable                                   | Ministre de l’Énergie, des Mines et du Développement durable                                                                    |     | Nezha El Ouafi       | PJD         |

## Féminisation du gouvernement
Lors de sa formation, le gouvernement compte 9 femmes sur 38 membres (soit environ un quart des portefeuilles). Leur présence est renforcée par rapport au précédent, même si elles restent cantonnées à des postes subalternes de secrétaire d'État (hormis Bassima Hakkaoui, qui reste ministre de la Famille),.